# Filipinów
Filipinów (prononciation : [filiˈpinuf]) est un village polonais de la gmina de Zwoleń dans le powiat de Zwoleń de la voïvodie de Mazovie dans le centre-est de la Pologne.
Il se situe à environ 9 km au nord-est de Zwoleń (siège de la gmina et du powiat) et 103 km au sud-est de Varsovie (capitale de la Pologne).

## Histoire
De 1975 à 1998, le village appartenait administrativement à la voïvodie de Radom.